# جامعة دروبيتش الحكومية التربوية
جامعة دروبيتش الحكومية التربوية مؤسسة تعليم عالي أوكرانية، (بالأوكرانية: Дрогобицький державний педагогічний університет імені Івана Франка) هي جامعة تقع في لفيف أوبلاست، أوكرانيا. أُسِّسَت هذه الجامعة في سنة 1940.